# Rajinikanth
Shivaji Rao Gaekwad, dit Rajinikanth (Kannada: ರಜನೀಕಾಂತ್) (né le 12 décembre 1950 à Bangalore), est un acteur et producteur du cinéma indien plus particulièrement du cinéma tamoul. Durant sa carrière, il a joué dans plus de 170 films, en Tamoul, Télougou, Kannada, Malayalam, Hindi, Anglais et Bengali.
Il a commencé à jouer dans des pièces de théâtre alors qu'il travaillait au Bangalore Transport Service en tant que contrôleur de bus. En 1973, il rejoint le Madras Film Institute pour obtenir un diplôme d'acteur. Après ses débuts dans le drame tamoul de 1975 de K. Balachander, Apoorva Raagangal, sa carrière d'acteur a commencé par une brève phase de représentation de personnages antagonistes dans les films tamouls.
Appelé, « Superstar », comme le surnomment ses fans, est l’un des acteurs les mieux payés du cinéma asiatique. Rajinikanth est considéré par beaucoup comme l’un des géants de l’industrie cinématographique tamoul, Kollywood.
Il est depuis synonyme de style. De la façon dont il retourne sa cigarette à sa promenade signature, l'homme est connu pour son style inimitable et sans précédent dans ses films.
Indépendamment de sa carrière cinématographique, il est également connu pour ses activités philanthropiques à travers le Tamil Nadu. Fervent défenseur des plus démunis, Rajinikanth a souvent dénoncé dans ses films les injustices résultant des dissensions sociales propres à la société tamoul.

## Biographie
Rajinikanth, né Shivaji Rao Gaekwad, est issu d’une famille marathe de Bangalore, Inde. Il est le quatrième enfant de Rambhai, agent de police, et Ramoji Rao Gaekwad qui meurt alors qu'il n'a que cinq ans.
Rajinikanth étudie à l’école primaire Acharya Paathshala à Basavanagudi (Bangalore) puis au Sangh Balak Vivekananda, une unité de la mission Ramakrishna. Sa langue maternelle est le Marathi même s’il n’a jamais tourné de film dans cette langue.
Rajinikanth a beaucoup souffert pendant son jeune âge en raison de la pauvreté de sa famille. Par la suite, il exerce toutes sortes de petits "boulots" pour vivre. Il travaille notamment comme cascadeur au temple de Rama Hanuman près de chez lui.
Avant de rentrer dans l’industrie du cinéma, il est contrôleur de bus pour le service des transports de Bangalore. En remarquant son charisme et son style, les passagers lui suggèrent de se tourner vers le cinéma. Dès lors, il a une gestuelle et une attitude qui feront de lui le roi du cinéma indien par la suite. Durant cette période, il nourrit sa passion pour le théâtre en participant à de nombreuses pièces.
Vie personnelle et familiale
Rajinikanth épouse Latha Rangachari, le 26 février 1981, à l'âge de 31 ans à Tirupati, Andhra Pradesh. Sa femme dirige une école nommée l'Ashram.
Sa fille aînée Aishwarya Rajinikanth, chanteuse de play-back et réalisatrice, s’est mariée avec l’acteur Dhanush le 18 novembre 2004 et ils ont deux fils, Yathra et Linga. Sa fille cadette, Soundarya Rajinikanth, travaille dans l'industrie du film en tant que réalisatrice, productrice et graphiste.

## Carrière d’acteur

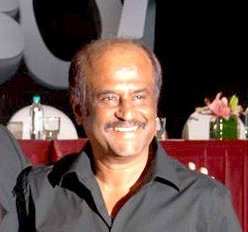
Rajinikanth en 2010

### 1975-1977: Débuts de carrière
Rajinikanth fait ses débuts en 1975 avec un film tamoul, Apoorva Raagangal, dans le rôle d’un patient atteint de cancer. Le film est réalisé par Kailasam Balachander, constamment cité par Rajinikanth comme son « gourou » ou mentor. Il a collaboré pour la première fois avec le jeune talentueux Kamal Haasan pour un second rôle.
L'année suivante, Rajinikanth joue son premier film en kannada, Katha Sangama, réalisé par Puttanna Kanagal.
Dans Moondru Mudichu (1976); le premier film tamoul à le mettre en vedette dans un rôle de premier plan. Sa manière de retourner la cigarette dans le film l'a rendu populaire auprès du public. Il a déclaré : « C'est une compétence, mais plus que cela, le timing est important. Pour cela, il faut savoir entre quelles lignes il faut l'exécuter. Il ne s'agit pas seulement de lancer et d'attraper. Il faut évaluer la situation et le dialogue, et savoir à quel moment il faut lancer.»
Bien que Rajinikanth se réfère à Balachander comme son mentor, c’est S.P. Muthuraman qui met en valeur l’image de Rajinikanth. Il lui offre son premier rôle de héros dans Bhuvana Oru Kelvikkuri (1977). Rajinikanth joue un voyou du village désireux d'une écolière dans le film 16 Vayathinile (1977) réalisé par P. Bharathiraja. Kamal Haasan et Sridevi ont joué les rôles principaux.
Dans Aadu Puli Attam (1977). Rajinikanth joue le principal méchant contre Kamal Haasan dans le film policier en noir et blanc réalisé par S.P Muthuraman. Il est censé avoir donné naissance à sa réplique culte, "This is the Rajini style".
Au cours de ces films, il impose ses mimiques stylisées qui lui permettent de passer d’un statut d’acteur commun à celui de « star ».

### 1978-1989: Une star reconnue
Bairavi (1978) de M.Bhaskar, est le premier film tamoul à présenter Rajinikanth en héros solo. Ilamai Oonjal Aadukirathu (1978), une histoire d'amour quadrangulaire écrite et dirigée par C. V. Sridhar, le voit jouer le rôle d'un homme qui sacrifie son amour pour son ami, joué par Kamal Haasan. Le succès du film incite Sridhar à refaire le film en télougou, Vayasu Pilichindi, qui conserve la distribution originale du film tamoul.
Le film Mullum Malarum (1978), réalisé par J. Mahendran, consacre Rajinikanth comme un héros de film dans le paysage du cinéma kollywoodien. Il remporte le prix Filmfare de cette année pour le meilleur film tamoul et un prix spécial (meilleur acteur) pour Rajinikanth aux Tamil Nadu State Film Awards.
Il fait une incursion dans le cinéma malayalam avec le film fantastique d'Allauddinum Albhutha Vilakkum (1979) (Aladdin et la merveilleuse lampe) de I. V. Sasi, qui était basé sur une histoire des nuits arabes.
Pour son 50ᵉ film, il apparaît dans le film d'action Télougou, Tiger (1979) partageant la vedette avec l'acteur légendaire N. T. Rama Rao. Suivant le dramatique Aarilirunthu Arubathu Varai (1979) où Rajinikanth sacrifie pour ses frères et sœurs.
Au cours de cette phase de sa carrière, Rajinikanth choisit brusquement de quitter la scène mais il est rapidement rattrapé par son succès. Sa prestation dans Billa (1980), le remake du blockbuster bollywoodien Don, transforme Rajinikanth en un acteur accompli. Il est désormais capable de tenir la tête d’affiche et de remplir les salles de cinéma.
Rajinikanth, qui crédite la star du cinéma hindi Amitabh Bachchan comme son inspiration, commence à jouer ses rôles dans les remakes tamouls.
Durant cette période, il enchaîne les films commerciaux notamment Johnny (1980), Polladhavan (1980), Murattu Kalai (1980), Thee (1981), Thillu Mullu (1981) et Netrikkan (1981). Il se révèle être un autre point marquant de sa carrière.
Dans Moondru Mugam (1982), Rajinikanth joue trois rôles pour la première fois. Dans Anbulla Rajinikanth (1984), il joue aux côtés de Meena Durairaj, alors enfant, actrice connu par la suite sous le nom de scène Meena .
Rajinikanth fait une incursion dans le cinéma Bollywood avec Andha Kanoon (1983), aux côtés d'Amitabh Bachchan et Hema Malini. Il est devenu l'un des films les plus rentables de l'époque .
Pour le rôle du film, Nallavanuku Nallavan (1984), il reçoit le prix Filmfare Award du meilleur acteur tamoul.
Pour son 100e film, Sri Raghavendra (1985), il l'a l'occasion d'interpréter Raghavendra Swami.
D’autres succès les années par la suite tels que Geraftaar (1985), Padikkadavan (1985), Mr. Bharath (1986), Velaikaran (1987), Manithan (1987), Guru Sishyan (1988) et Dharmathin Thalaivan (1988).
Il tente également une percée dans le cinéma américain avec Bloodstone (1988) réalisé par Dwight H. Little, dans lequel il a joué un chauffeur de taxi indien anglophone, mais c'est une déception.
En 1989, Rajinikanth termine la décennie avec des films comprenant Rajadhi Raja, Siva, Raja Chinna Roja, Mappillai tout en jouant dans quelques productions de Bollywood tels que Gair Kanooni, Bhrashtachar et ChaalBaaz.
Raja Chinna Roja réalisé par S. P. Muthuraman a été un énorme succès lorsque lorsque le film est sorti en 1989 et a duré 175 jours. L'un des aspects clés du film était qu'il s'agissait du premier projet indien utilisant des personnages animés avec des acteurs réels.

### 1990-2002: Succès commerciaux
Dans les années 1990, Rajinikanth s'impose comme artiste commercial. Presque tous les films sortis au cours de cette période ont connu un grand succès au box-office.
Il commence la décennie avec Panakkaran (1990), suivi de la comédie fantastique Athisaya Piravi (1990) et du drame familial Dharma Durai (1991).
Son passage en Bollywood se poursuit dans l'année 1991 comme Hum, Farishtay, Khoon Ka Karz et Phool Bane Angaray.
Après Nattukku Oru Nallavan (1991), il travaille avec Mani Ratnam dans Thalapathi (1991).
Mannan (1992), réalisé par P. Vasu, un remake du blockbuster Anuraga Aralithu de l'acteur Kannada Rajkumar en 1986, est également sorti et est devenu un succès au box-office. Rajinikanth a écrit son premier scénario pour le film Valli (1993), dans lequel il a également fait une apparition spéciale. Il a également joué dans le film Yejaman (1993), dans lequel il a joué le rôle de chef de village. Sa comédie romantique Veera (1994) a été controversée pour son point culminant, mais est devenu l'un des films les plus rentables en 1994.
Il s'est joint à Suresh Krishna pour le film de gangsters Baashha (1995), qui a émergé comme un record de l'industrie, et est régulièrement présenté par les fans et les critiques comme un grand succès, car le film l'a élevé d'être juste un autre acteur très populaire pour presque le statut de demi-dieu parmi les masses. Il a fait une apparition dans Peddarayudu (1995) pour son ami également acteur Mohan Babu. La même année, il a joué dans un autre film de gangsters, Aatank Hi Aatank (1995) avec Aamir Khan, qui était également son dernier film hindi dans un rôle majeur.
Son film Muthu (1995), réalisé par K. S. Ravikumar et produit par K. Balachander, et est devenu le premier film tamoul à être doublé en japonais, sous le nom de Mutu: Odoru Maharaja. Le film a rapporté au Japon et Rajinikanth devient la création d'une grande base de fans japonais. Une scène du film a également été projetée dans Prête-moi ta main (2006). Il est également apparu dans le cinéma bengali via Bhagya Debata, sorti fin 1995.
Ses films Arunachalam (1997) et Padayappa (1999) ont remporté les Tamil Nadu State Film Awards des meilleures films de l'année,. Il a joué aux côté de Sivaji Ganeshan pour la dernière fois après avoir collaboré cinq fois ensemble à l'écran.
Rajinikanth fait une apparition dans le film de Bollywood, Bulandi (2000) dans lequel il a interprété le même rôle en Télougou Peddarayudu.
En 2002, l’acteur revient avec Baba qui est produit, écrit par lui-même, une autoproduction et auto-réalisation. L'histoire du film parle d'un athée, Baba, qui est la réincarnation d'un maître spirituel de l'Himalaya Mahavatar Babaji. Mais le film est loin du succès commercial escompté et Rajinikanth doit donc rembourser les distributeurs. Peu après, Rajinikanth se retire du cinéma durant trois années.

### 2005-2014: Retour et consécrations
En 2005, Rajinikanth apparait dans le nouveau film de P. Vasu, une comédie d'horreur Chandramukhi un remake d’un film malayalam Manichitrathazhu. Ce film constitue l’une de ses grandes réussites commerciales et celui resté le plus de temps à l’affiche avec plus de 800 jours. Rajinikanth remporte le Tamil Nadu State Film Award du meilleur acteur tandis que Chandramukhi empoche le meilleur film de l'année.
En 2007, Rajinikanth est en tête d’affiche du nouveau film de S. Shankar, Sivaji : The Boss. Ce nouveau film pulvérise de nombreux records, devient l’un des films majeurs du cinéma indien et entre dans le top 10 des box offices du Royaume-Uni et de l’Afrique du Sud. Pour la seconde année consécutive, Rajinikanth remporte le meilleur acteur et Sivaji reçoit le meilleur film de l'année. Après avoir obtenu ₹ 26 crore (équivalent à ₹ 43 crore ) pour son rôle) , il était l'acteur le mieux payé en Asie après Jackie Chan.
En 2008, l’acteur joue de nouveau dans un film de P. Vasu, Kuselan, un remake du film malayalam Kadha Parayumbol. Il y interprète le rôle d’une vedette de cinéma et ami du personnage principal.
La popularité de Rajinikanth dépasse désormais les frontières de l'Inde, et c'est ainsi que l'on retrouve des fans clubs partout en Asie (Chine, Japon et Malaisie notamment), et les sorties de films sont plus que jamais vécues comme des fêtes nationales pour ses fans.
En octobre 2010 sort Enthiran dans lequel il joue aux côtés d'Aishwarya Rai. Film indien futuriste réalisé par Shankar, et distribué par Sun Pictures, ce film est sans conteste le film le plus attendu de l'histoire du cinéma indien. Jamais un film asiatique n'a connu un tel engouement médiatique. Au moment de sa sortie, c'est le plus gros succès au box office d'un film indien, le plus gros budget pour un film indien, un des plus prestigieux castings et la musique composée par le double vainqueur aux Oscars, A.R. Rahman, rend ce film encore plus remarquable.
Des problèmes de santé survenus lors du tournage de Rana, réalisé par sa fille Soundarya Rajinikanth, ont tenu Rajinikanth éloigné des plateaux pendant l'année 2011. Il apparaît cependant pour un caméo graphique dans Ra.One aux côtés de Shah Rukh Khan et Kareena Kapoor.,
En novembre 2011, il a été décidé que Rana serait abandonnée au profit d'un nouveau projet  intitulé Kochadaiiyaan. Le film de capture de mouvement, qui est le premier du genre en Inde. Kochadaiiyaan, et la sortie 3D de Sivaji en 2012, ont fait de Rajinikanth le premier acteur indien à être apparu dans quatre formes différentes de cinéma mondial: noir et blanc, couleur, 3D et capture de mouvement.
En 2013, Rajinikanth fait partie des 25 Indiens qui ont reçu le prix NDTV de la légende vivante.
Le prochain film est Lingaa de K. S. Ravikumar aux côtés d'Anushka Shetty et Sonakshi Sinha. Il est sorti le 12 décembre 2014, coïncidant avec son anniversaire, et a reçu des critiques mitigées de la part des critiques.

### Depuis 2016
Le drame de gangster Kabali  (2016) de Pa Ranjith, a présenté Rajinikanth comme un don formidable mais de bon cœur basé en Malaisie qui a passé des années en prison pour de fausses accusations.
Le suivant, 2.0 reprenant les rôles de Dr. Vaseegaran et Chitti, aux côtés d'Akshay Kumar et d'Amy Jackson, repris du film Enthiran en 2010.
Rajinikanth et Ranjith ont travaillé de nouveau ensemble pour un film avec Dhanush en tant que producteur, intitulé Kaala, dans lequel Rajinikanth incarne un gangster habitant Dharavi qui lutte contre la prise de contrôle du bidonville par les entreprises. Le film est sorti le 7 juin 2018.
Rajinikanth a joué dans Petta de Karthik Subbaraj, dans lequel sa performance a reçu des éloges pour son retour à son style de jeu stéréotypé vintage. L'année suivante, le réalisateur A. R. Murugadoss a mis en évidence Rajinikanth dans Darbar qui est sorti en janvier 2020. Le prochain a été Annaatthe qui a été est un gâchis colossal en 2021. La comédie d'action Jailer réalisé par Nelson Dilipkumar, est sorti en salles le 10 août 2023 reçoit des critiques positives. Plus tard, Rajinikanth fait une apparition spéciale dans Lal Salaam (2024) dirigée par sa fille Aishwarya.

## Distinctions et récompenses
Rajinikanth a été désigné comme l’un des hommes le plus influents de l’Asie du Sud par Asiaweek.
Il a également été récompensé à de nombreuses reprises pour le meilleur acteur pour sa prestation dans les films.

### Prix d'honneur
- 1984 : Gouvernement Kalaimamani du Tamil Nadu
- 1989 : Prix honorifique du film d'État du Tamil Nadu - Prix MGR Gouvernement du Tamil Nadu
- 2000 : Padma Bhushan du gouvernement de l'Inde
- 2007 : Prix Raj Kapoor du gouvernement de Maharashtra
- 2011 : Prix MGR-Sivaji Gouvernement du Tamil Nadu
- 2014 : Prix du centenaire de la personnalité du film indien de l'année pour le Festival international du film d'Inde[75]
- 2016 : Padma Vibhushan du gouvernement de l'Inde
- 2016 : Prix national NTR
- 2019 : Icône du jubilé d'or du festival international du film IFFI de l'Inde[76]
- 2021 : Prix Dadasaheb Phalke du gouvernement de l'Inde

### Prix NDTV
- 2007 : Artiste indien de l'année
- 2011 : Artiste de la décennie
- 2011 : Acteur le plus élégant
- 2013 : 25 plus grandes légendes vivantes mondiales

### Prix Cinema Express
- 1984 : Meilleur acteur pour Nallavanuku Nallavan
- 1985 : Meilleur acteur pour Sri Raghavendra
- 1988 : Meilleur gagneur pour Bloodstone
- 1991 : Meilleur acteur pour Thalapathy
- 1992 : Meilleur acteur pour Annamalai
- 1993 : Meilleur scénariste pour Valli
- 1995 : Meilleur acteur pour Baashha et Muthu

### Prix de l'Association des fans de films
- 1979 : Meilleur acteur pour Aarilirunthu Arubathu Varai
- 1982 : Meilleur acteur pour Enkeyo Ketta Kural
- 1984 : Meilleur acteur pour Nallavanuku Nallavan
- 1985 : Meilleur acteur pour Sri Raghavendra
- 1991 : Meilleur acteur pour Thalapathy
- 1992 : Meilleur acteur pour Annamalai
- 1993 : Meilleur scénariste pour Valli
- 1995 : Meilleur acteur pour Baashha et Muthu

### Filmfare Awards South
- 1984 : Meilleur acteur pour Nallavanukku Nallavan

### Prix South Screen
- 1995 : Meilleur acteur pour Peddarayudu

### Tamil Nadu State Film Awards
- 1978 : Prix spécial du meilleur acteur pour Mullum Malarum
- 1982 : Prix spécial du meilleur acteur pour Moondru Mugam
- 1995 : Meilleur acteur pour Muthu
- 1999 : Meilleur acteur pour Padayappa
- 2005 : Meilleur acteur pour Chandramukhi
- 2007 : Meilleur acteur pour Sivaji

### Prix Vijay Awards
- 2007 : Héros préféré pour Sivaji
- 2010 : Lifetime Achievement Prix Chevalier Sivaji Ganesan pour l'excellence dans le cinéma indien
- 2010 : Meilleur méchant et Héros préféré pour Enthiran
- 2014 : Héros préféré pour Lingaa